# 堀憲明
堀 憲明（ほり のりあき、1942年9月12日 - ）は、日本の経営者。ナビックスライン社長、商船三井会長を務めた。

## 経歴
東京都出身。1956年に東京大学経済学部経済学科を卒業し、同年に日本興業銀行に入行。
1986年6月にジャパンライン常務に就任し、1988年6月に専務、1994年6月にナビックスライン副社長を経て、1995年6月には社長に就任。1999年4月に商船三井会長に就任し、2001年6月から相談役を務めた。
2007年11月に旭日重光章を受章。